# Noguchi Teppei
Teppei Noguchi (sinh ngày 4 tháng 4 năm 1981) là một cầu thủ bóng đá người Nhật Bản.

## Sự nghiệp câu lạc bộ
Teppei Noguchi đã từng chơi cho Thespa Kusatsu.